# Тапраев, Джандар Борисович
Джандар Борисович Тапраев (1961—2005) — сотрудник Министерства внутренних дел России, подполковник милиции, погиб при исполнении служебных обязанностей, кавалер двух орденов Мужества.

## Биография
Джандар Борисович Тапраев родился 12 февраля 1961 года в ауле Каменномост Карачаевского района Карачаево-Черкесской автономной области. В 1979—1981 годах проходил срочную службу в рядах Вооружённых Сил СССР. Демобилизовавшись, в октябре 1981 года Тапраев поступил на службу в органы Министерства внутренних дел СССР. Окончил Астраханскую специальную среднюю школу милиции МВД СССР. Служил в системе Министерства внутренних дел Карачаево-Черкесии на оперативных и начальствующих должностях.
Принимал активное участие в борьбе с незаконными вооружёнными формированиями, мероприятиях по ликвидации тайных складов с оружием и взрывчатыми веществами. Указом Президента Российской Федерации от 9 октября 2002 года Тапраев был удостоен ордена Мужества. В ноябре 2004 года Тапраев был назначен на должность старшего оперуполномоченного по особо важным делам Управления по борьбе с организованной преступностью Министерства внутренних дел Карачаево-Черкесской Республики.
29 мая 2005 года машина, в которой находились подполковник милиции Джандар Борисович Тапраев и ещё три человека, был обстрелян неизвестными преступниками из автомата Калашникова около магазина «Мираж». От полученных огнестрельных ранений Тапраев и два пассажира скончались на месте.
Указом Президента Российской Федерации подполковник милиции Джандар Борисович Тапраев посмертно был удостоен второго ордена Мужества.

## Память
- В честь Тапраева названа улица в его родном ауле Каменномост Карачаевского района.
- На дома, где родился и вырос Тапраев, установлена мемориальная доска[3].